# Lily Larimar
Lily Larimar (Pittsburgh, 30 de junio de 1998) es una actriz pornográfica y modelo erótica estadounidense.
Antes de viajar a Los Ángeles para incursionar en el negocio del cine porno, vivió una doble vida en su casa en Pittsburgh, durante el día trabajaba en un centro comercial vendiendo lencería y por la noche como modelo de cámara web.
Comenzó su carrera en la industria del porno en 2020 a la edad de 22 años. Ha filmado para una variedad de estudios y sitios, incluidos Cherry Pimps, 5K Porn, Girls Way, Brazzers, Cum4K, FTV Girls, Nubiles Films, New Sensations, Passion HD, Reality Kings, Als Scan, entre otros.
En marzo de 2021, se convirtió en la cereza del mes de Cherry Pimps.

## Premios y nominaciones
| Año  | Ceremonia        | Resultado | Premio                                        | Trabajo             |
| ---- | ---------------- | --------- | --------------------------------------------- | ------------------- |
| 2021 | Premios AVN      | Nominada  | Premio AVN de los fans                        | —                   |
| 2021 | Premios Fleshbot | Nominada  | Mejor estrella revelación                     | —                   |
| 2021 | Premios XBIZ     | Nominada  | Mejor actriz revelación                       | —                   |
| 2022 | Premios AVN      | Nominada  | Mejor actriz revelación                       | —                   |
| 2022 | Premios XBIZ     | Nominada  | Artista femenina del año                      | —                   |
| 2024 | Premios XBIZ     | Nominada  | Mejor escena de sexo en película protagonista | Blast From the Past |
| 2024 | Premios XBIZ     | Nominada  | Mejor escena de sexo en realidad virtual      | A Wankzmas Story    |